# ГІС Арта
ГІС Арта або GIS Arta або GIS Art for Artillery — військове програмне забезпечення, яке використовується для координації артилерійських ударів. Використовувалося під час російського вторгнення в Україну у 2022 році Збройними силами України. Софт має дуже швидкий час наведення на ціль (одна хвилина), не вимагає від розвідувальних підрозділів використання спеціалізованих пристроїв (вони використовують смартфони). Його порівнювали з німецьким артилерійським програмним забезпеченням Adler. Його розробили українські програмісти за участі британських компаній цифрових карт.